# Consejo de Portugal

El Imperio de Felipe II en 1598, distinguiendo el ámbito de cada consejo territorial en el sistema polisinodial de la Monarquía Hispánica
Territorios adscritos al Consejo de Castilla
Territorios adscritos al Consejo de Aragón
Territorios adscritos al Consejo de Portugal
Territorios adscritos al Consejo de Italia desde 1556, antes parte del Consejo de Aragón
Territorios adscritos al Consejo de Indias
Territorios adscritos al Consejo de Flandes, abarcando los territorios disputados con las Provincias Unidas

El Consejo de Portugal fue creado por Felipe II de España en 1582 por su compromiso en las Cortes de Tomar, con la finalidad de asesorar la buena administración de este territorio, tras su incorporación al reino hispánico, y sobre todo con la idea de controlar su importante actividad naval. Sin embargo, sus competencias eran inferiores a las de otros consejos, pues no era un órgano judicial. En cambio, sí tenía atribuciones en asuntos bélicos, aunque todas las resoluciones adoptadas estaban supeditadas a la aprobación de los Consejos de Estado y de Guerra.

## Historia
Sus componentes eran exclusivamente portugueses, y estaba compuesto por un presidente, que solía ser un prelado, un canciller, un secretario, un vedor de fazenda (experto en hacienda) y dos desembargadores do Paço (jueces). 
En el reinado de Felipe IV se creó la Junta de Inteligencias de Portugal, paralela al consejo, y finalmente fue disuelto en 1668 al ser reconocida la independencia de Portugal.